# Scharon Bluff
Das Scharon Bluff ist ein 1000 m hohes und steiles Felsenkliff an der Pennell-Küste des ostantarktischen Viktorialands. Es ragt an der Südseite des Tapsell Foreland auf und überragt 15 km westlich des Kap Moore die Nordflanke des Barnett-Gletschers.
Der United States Geological Survey kartierte es anhand eigener Vermessungen und Luftaufnahmen der United States Navy aus den Jahren von 1960 bis 1963. Das Advisory Committee on Antarctic Names benannte es im Jahr 1970 nach LeRoy H. Scharon (1915–2004), der im antarktischen Winter 1968 als US-amerikanischer Austauschwissenschaftler auf der sowjetischen Molodjoschnaja-Station tätig war.